# Холостенко, Иван Иванович
Иван Иванович Холостенко (укр. Іван Іванович Холостенко; род. 20 июня 1968, с. Маразлиевка, Одесская область) — украинский дипломат. Чрезвычайный и полномочный посол Украины в Нигерии (с 2022).

## Биография
До назначения на должность посла Украины в Нигерии работал в должности заместителя директора департамента — начальника отдела дипломатических привилегий и иммунитетов Департамента государственного протокола Министерства иностранных дел Украины (2020—2022). Был Консулом — руководителем Консульства Украины в Брно (2015—2020).
С 26 декабря 2022 года — чрезвычайный и полномочный посол Украины в Федеративной Республике Нигерия.
26 апреля 2023 года вручил копии верительных грамот Директору протокола Министерства иностранных дел Нигерии Ибрагиму Занни.
15 декабря 2023 года вручил верительные грамоты президенту Федеративной Республики Нигерия Бола Ахмеду Тинубу.
27 марта 2024 года вручил верительные грамоты президенту комиссии ЭКОВАС Омару Турею.

## Личная жизнь
Женат, имеет сына и дочь.
Владеет украинским (родным), английским и словацким языками.

## Дипломатический ранг
- Чрезвычайный и полномочный посланник второго класса[6].